# 自由格式语言
自由格式语言是一类编程语言。在它们的代码里，字符书写在页面一处的哪一个位置、代码行行尾是怎样的，对于编译器、解释器等软件来说并不重要。空白字符也只用于分隔标记。
很多自由格式语言（比如 C语言、Pascal 和 Perl）都源自于 ALGOL。Rexx 大多是自由格式的，不过它有些情况下空白字符是连接运算符。Lisp 语言并不源自于 ALGOL，但它也是自由格式。SQL 虽然并不是一门完整的编程语言，但同样是自由格式。
很多自由格式语言，都是结构化编程的语言。有时可以认为，语言的“自由格式”是和“结构化”有着密切关联的。早期命令式编程的语言 Fortran 77，它会启用特定的列来标注行号，而许多结构化语言是不使用这种列的，或者是不需要使用。
还有非自由形式的结构化语言，比如 ABC、Curry、Haskell 和 Python 等。这一类语言常常遵循“越位规则”的一些衍生规则，例如代码块强制使用缩进，而不用花括号，也不用关键字。